# Matthew Cowdrey
Matthew "Matt" John Cowdrey, OAM (nascido em 22 de dezembro de 1988) é um nadador paralímpico australiano, detentor de vários recordes mundiais e medalha de ouro nos Jogos Paralímpicos — Atenas, em 2004, Pequim, em 2008 e Londres, em 2012. No Campeonato Mundial de Natação Paralímpica em Piscina Curta de 2009 no Rio de Janeiro, Cowdrey conquistou sete medalhas de ouro e duas de prata.

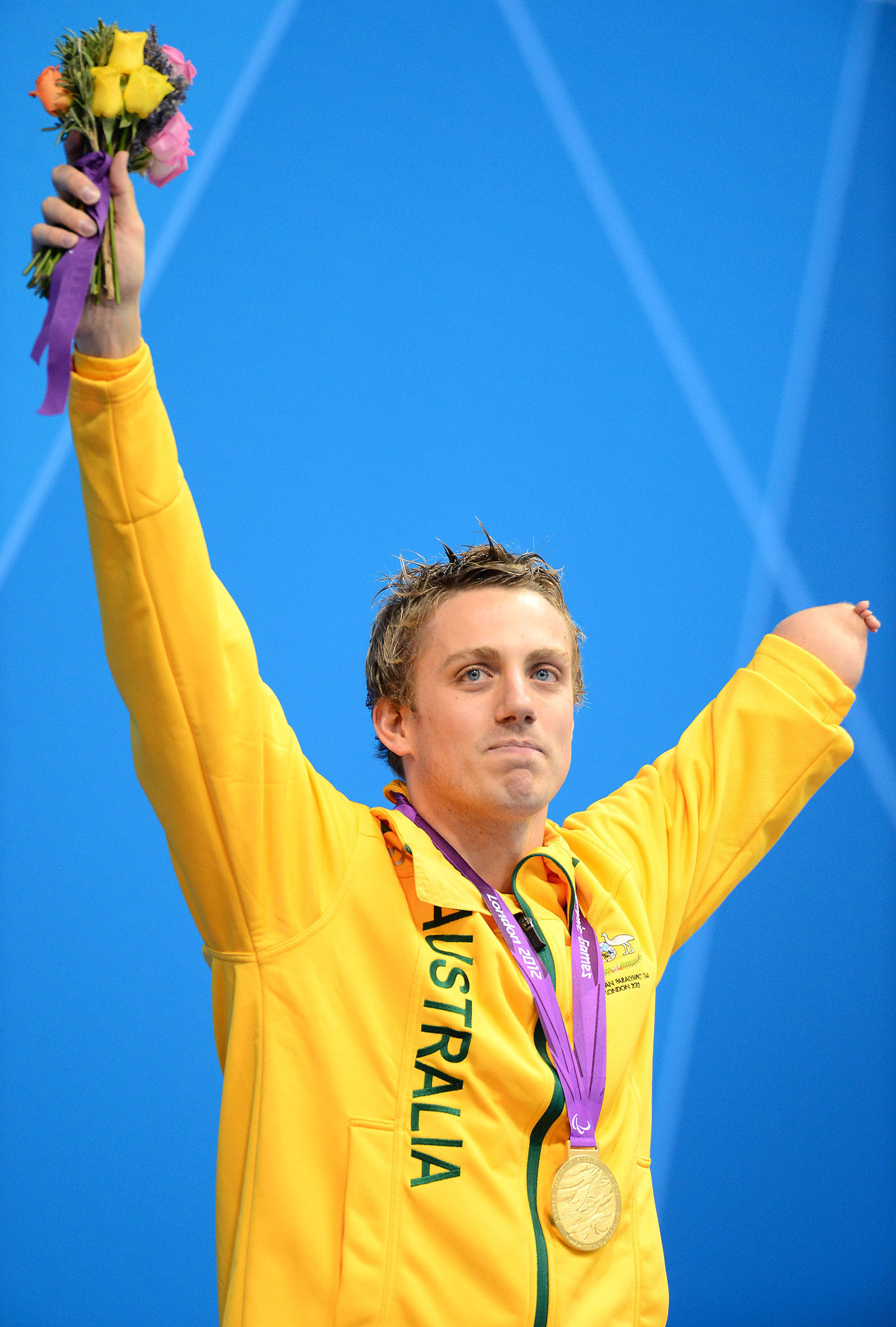
Cowdrey, medalha de ouro na Paralimpíada de Londres, em 2012.